# Neothysanis
Neothysanis är ett släkte av fjärilar. Neothysanis ingår i familjen mätare.
Kladogram enligt Catalogue of Life:
| Neothysanis | \| \| Neothysanis aloxogramma \| \| \| \| \| \| Neothysanis bicolor \| \| \| \| \| \| Neothysanis imella \| \| \| \| |
|             | \| \| Neothysanis aloxogramma \| \| \| \| \| \| Neothysanis bicolor \| \| \| \| \| \| Neothysanis imella \| \| \| \| |
|             | Neothysanis aloxogramma                                                                                              |
|             | |
|             | Neothysanis bicolor                                                                                                  |
|             | |
|             | Neothysanis imella                                                                                                   |
|             | |